# 日向の綱引き行事
日向の綱引き行事（ひるがのつなひきぎょうじ）は、福井県三方郡美浜町日向で行われる神事。
17世紀初頭から毎年1月に行われ、豊漁祈願の意味を有する。男衆が橋から運河に飛び込み、水面に浮かべられたわらでできた大綱を引き合うことから、一般には水中綱引き（すいちゅうつなひき）と呼ばれている。1980年（昭和55年）12月12日に国の記録作成等の措置を講ずべき無形の民俗文化財（選択無形民俗文化財）に選択されている。

## 概要

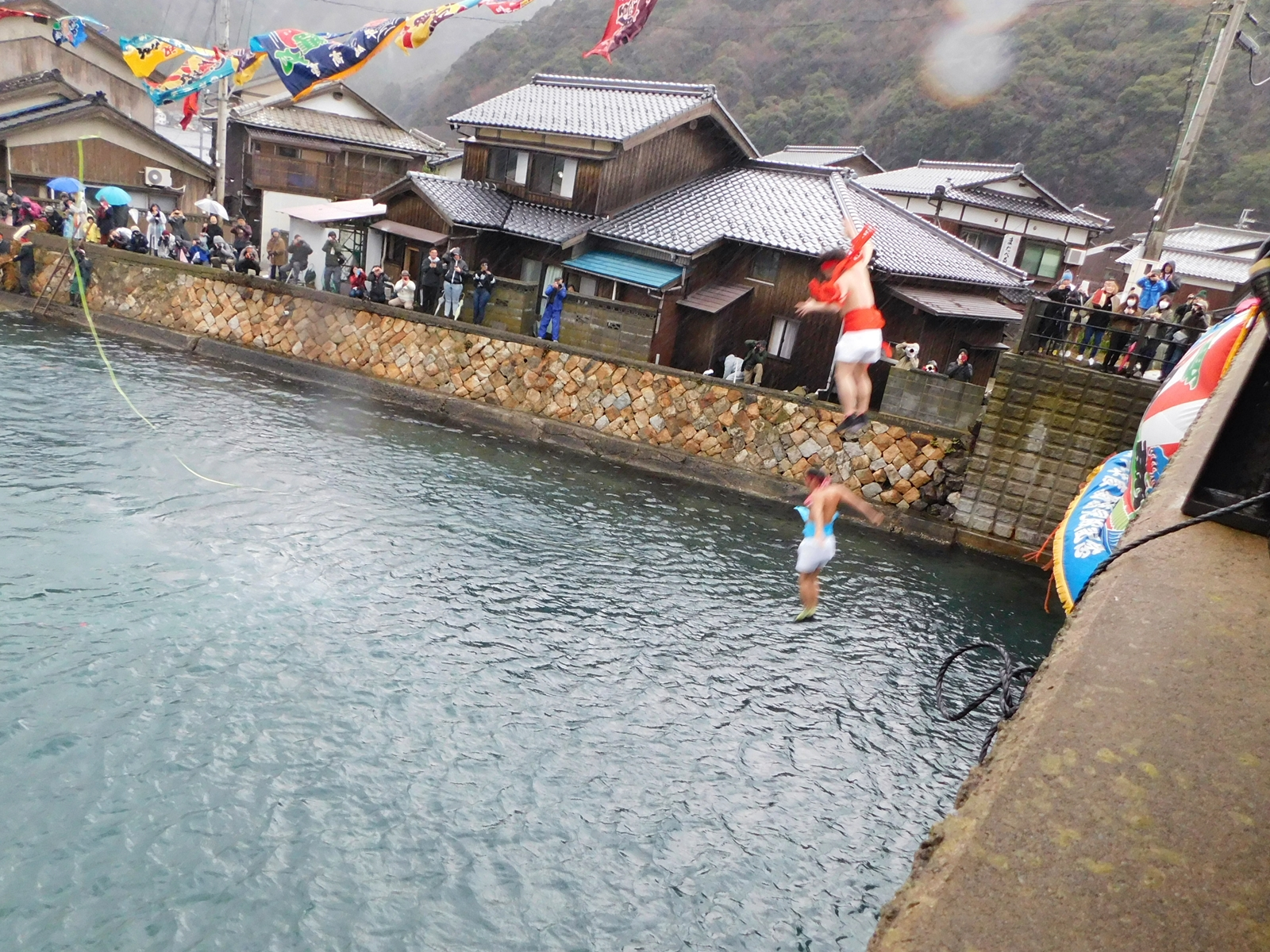
運河に飛び込む男性

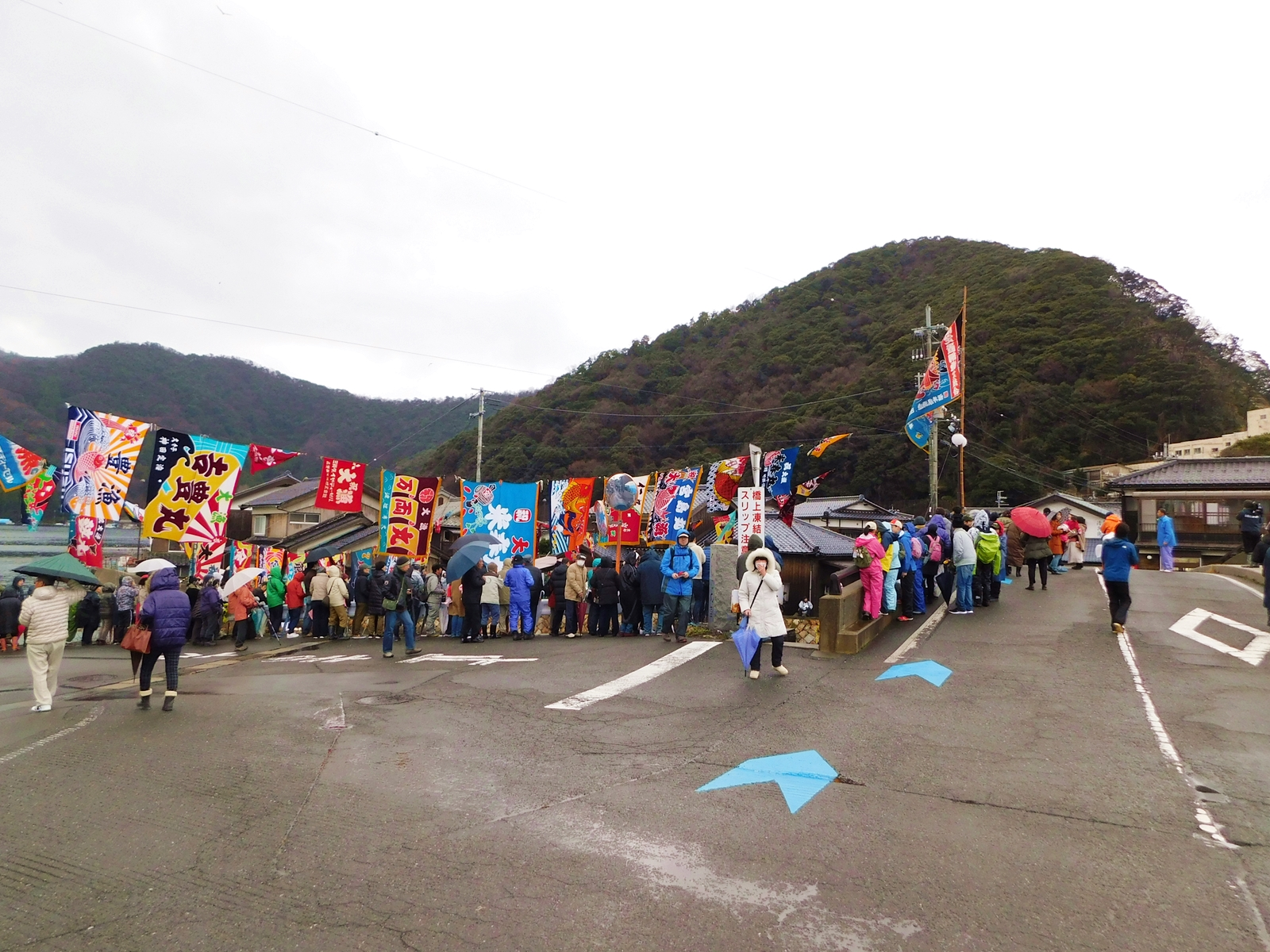
日向橋東詰の様子

日向は三方五湖の日向湖と若狭湾に挟まれた場所にあり、大半の世帯が漁業で生計を立てている典型的な漁村である。綱引き行事は1月の第3日曜日（もとは旧暦正月15日）に、湖と海を結ぶ日向運河（日向川）で行われる。運河にかかる高さ8メートルの日向橋の中央欄干から男性20-30名程度が数名ずつ順番に飛び込み、両岸に渡された長さ40-50メートル、太さ20-30センチほどの綱を、引きちぎる。運動会のような綱引きではなく、東西両岸の二手に分かれ、杭に固定された綱を引っ張ったり、むしったり、噛み付いたりし、早く綱を引きちぎる競い合いをする。もとは厄払いの意味から、25歳厄年の男性が神事に参加していた。現在は、20-30歳代の若者が中心である、ただし特に年齢制限は設けておらず、最高齢では還暦の方が参加したことがあるという。

## 由来
綱引き行事の由来はいくつかあるが、主なものは以下である。
昔、湖と海をつなぐ運河に大蛇が出て川を塞ぎ、舟が通れなくなりに村人は大層困っていた。そこで村の知恵者に相談すると「大蛇が恐れるほど大きな綱を、刃物を使わずに引きちぎり、村人の力を示してはどうか」といった。そのようにすると大蛇は出なくなったので、縁起の良い行事として続けられるようになったという。
また、記録によると、海側の砂浜が侵食されたため、代わりに日向湖を舟溜まりとしたいとの村人からの要望を受け、1635年に小浜藩主酒井忠勝が海と湖を結ぶ運河を開削し、日向は天然の良港となった。この運河完成と豊漁を祝して綱引き行事がはじめられたという。

## 進行
神事は以下のように進行する。
- 05：00　稲荷神社の長床と呼ばれる集会所で綱練り（綱を作る作業）が行われる。
- 09：30　綱を橋の欄干より投入、湖側の両岸に取付け。大漁旗の飾付け。
- 12：00　宇波西神社で海上安全と豊漁を祈願。
- 14：00　稲荷神社に「卯詣り」の旗奉納、伊勢音頭を唄い終えたあと、水中綱引き開始。
- 14：30　切れた綱は海に流し、海の神に奉納する。